# IFK Umeå
IFK Umeå (Idrottsförening Kamraterna Umeå – Sportkameradschaft Umeå) ist ein Sportverein aus Umeå in Schweden. Er wurde am 6. November 1901 gegründet.
Der IFK Umeå hat 2010 2000 Mitglieder und betreibt Gewichtheben, Ski, Orientierungslauf, Leichtathletik, Fußball, Boxen, Bowling, Bandy und Badminton.

## Abteilungen

### Badminton
Die Herrenmannschaft spielt seit 1994 durchgängig in der ersten Liga. Zuvor hatte der Verein in den Saisons 1977/78 und 1985/86 an der höchsten Liga teilgenommen. Der IFK Umeå erreichte drei 2. Plätze (2001/02-2003/04) und sieben 3. Plätze in der Schwedischen Meisterschaft. Am 2. Oktober 1964 wurde die Badmintonabteilung gegründet. In der schwedischen Olympiamannschaft von Sydney befanden sich mit Jenny Karlsson, Fredrik Bergström und Rasmus Wengberg auch drei Spieler aus Umeå. 2004 startete Bergström erneut bei Olympia. 1991 wurde eine vereinseigene Sporthalle gebaut.

#### Trainer
1990–1994 Wang Kina
1994–2002 P-G Fahlström
1995–1999 Bengt Braun
2000–2006 Yusuf Jauhari
2006–2007 Emil Staack
2008–2009 Yusuf Jauhari
2009–2010 Simon Knutsson/Rasmus Wengberg

### Fußball
Bei der Eingliederung der norrländischen Vereine in die schwedische Ligenpyramide gehörte die Fußballmannschaft zu den Gründungsmitgliedern der Division 3 Norrländska Norra, stieg aber auf Anhieb ab. Nach vier Jahren in der Viertklassigkeit kehrte er Klub 1957 in die Drittklassigkeit zurück, stieg aber erneut direkt wieder ab. Dieses Mal dauerte es nur zwei Jahre bis zum Wiederaufstieg und als Tabellenfünfter hielt sich der Klub in der dritten Liga. In der Spielzeit 1963 blieb er im gesamten Saisonverlauf ohne Sieg, so dass er mit fünf Punkten als Tabellenletzter wiederum abstieg. Der Ruf als Fahrstuhlmannschaft wurde gefestigt, da der Aufenthalt auf dem dritthöchsten Spielniveau nach dem sofortigen Wiederaufstieg nur zwei Jahre währte.
In den folgenden Jahren etablierte sich die Fußballmannschaft von IFK Umeå im vorderen Bereich der Viertligastaffel. Mehrmals verpasste die Mannschaft als Tabellenzweiter nur knapp die erneute Rückkehr in die Zweitklassigkeit. Ab Mitte der 1970er Jahre rutschte der Klub in den hinteren Ligabereich ab und stieg 1979 in die Fünftklassigkeit ab. Nach vier Jahren kehrte er in die vierte Liga zurück und hielt sich in den anschließenden Spielzeiten in der Liga. Als Tabellenvierter wurde der Klub 1986 Opfer einer Ligareform und musst ein die fünfte Liga zwangsabsteigen.
Am Ende der Spielzeit 1993 kehrte IFK Umeå in die vierte Liga zurück und schaffte als Aufsteiger mit einem Punkt Vorsprung auf Bodens BK als Meister den direkten Durchmarsch in die dritte Liga. Dem Aufschwung folgte jedoch der direkte Absturz, nach dem sofortigen Wiederabstieg verpasste die Mannschaft in der anschließenden Spielzeit in den Relegationsspielen auch den Klassenerhalt in der vierten Liga und stieg 1998 sogar in die sechste Liga ab. Nach einem kurzen Intermezzo in der fünften Liga in den Spielzeiten 2002 und 2003 etablierte sich der Klub in der Spitze der sechsten Liga. Am Ende der Spielzeit 2009 kehrte die Mannschaft in die Fünftklassigkeit zurück.
Die Frauenmannschaft spielt in der ebenfalls fünftklassigen Division 4 södra.

### Boxen
Das Interesse am Boxen nahm in den 1990er Jahren stark zu, weshalb der Verein Ende 1996 in das "Ringside" umzog.

#### Schwedische Meister
- 1960 60 kg Karl-Erik Norfall
- 1964 57 kg Kenneth Israelsson
- 1965 57 kg Kenneth Israelsson
- 1966 57 kg Kenneth Israelsson
- 1968 57 kg Kenneth Israelsson
- 1970 60 kg Kenneth Israelsson
- 1994 +91 kg Gonzalo Amunarriz
- 1998 67 kg Mikael Nygren
- 1998 60 kg Erika Långström
- 1999 57 kg Thomas Ljungberg

### Leichtathletik

#### Schwedische Meister
- 1957 800 m – Barbro Dahlbäck
- 1963–65 und 1967–1969 3000 m Hindernis Bengt Persson
- 1963–65 1500 m – Karl-Uno Olofsson
- 1965–67 4 × 1500-m-Staffel – Fredrik Westman (1965: Stig Hjertstedt), Harry Westman, Karl-Uno Olofsson, Bengt Persson

- 1964 12.000-m-Lauf – Bengt Persson
- 1965 800 m Karl-Uno Olofsson sowie 5000-, 10.000- und 12.000-m-Lauf – Bengt Persson
- 1966 12.000 m – Bengt Persson und 2000 m – Siv Larsson
- 1969 Diskus – Lena Ekblad, 4000 m – Siv Larsson und Staffel Gelaendelauf Siv Larsson, Britt-Marie Wincent, Anette Fager
- 1970 Marathon – Siv Larsson
- 1992 Hochsprung – Maria-Gruffman-Rönnlund
- 2009 Sprung – Daniel Ragnvaldsson

### Bandy
Im Bandy spielte der Verein einige Saisons in den 1960ern in der höchsten Liga. Am 15. Mai 1970 fusionierte die Bandyabteilung mit der Bandyabteilung des Sandåkerns SK zum IFK/SSK Umeå. Heute spielt der IFK Umeå in der drittklassigen Division 1 Norra.

### Skilanglauf

#### Olympische Winterspiele
- 1936 Arthur Häggblad – Staffel 4 × 10 km Bronze
- 1948 Martin Lundström – 18 km und Staffel 4 × 10 km Gold und Harald Eriksson – 50 km Silber
- 1952 Martin Lundström – Staffel 4 × 10 km Bronze
- 1964 Assar Rönnlund – Staffel 4 × 10 km Gold und 50 km Silber
- 1968 Assar Rönnlund – Staffel 4 × 10 km Silber
- 2002 Per Elofsson – Skiathlon, Bronze

#### WM
- 1927 John Lindgren – 18 km und 50 km Gold
- 1934 Arthur Häggblad – Staffel 4 × 10 km Bronze
- 1950 Martin Lundström – Staffel 4 × 10 km Bronze
- 1962 Assar Rönnlund – 15 km und Staffel 4 × 10 km Gold und 50 km Silber
- 2001 Per Elofsson – 15 km und Skiathlon Gold und Staffel 4 × 10 km Silber
- 2003 Per Elofsson – Skiathlon Gold und Staffel 4 × 10 km Bronze und Jörgen Brink – Skiathlon, Staffel 4 × 10 km und 50 km Bronze

#### Weltcup

##### Gesamtpokal
- 2001 – Per Elofsson, 1.
- 2002 – Per Elofsson, 1.
- 2003 – Jörgen Brink, 3.

##### Einzelsiege
- Per Elofsson – 11 Siege
- Jörgen Brink – 1 Sieg

#### Schwedische Meister
- 15 km
  - 1935: Arthur Häggblad auch Mannschaftsmeister
  - 1948: Martin Lundström auch Mannschaftsmeister
  - 1952: Martin Lundström
  - 1965: Assar Rönnlund auch Mannschaftsmeister
  - 1967: Assar Rönnlund
  - 1999: Per Elofsson auch Mannschaftsmeister
- 30 km
  - 1916: Harald Johansson
  - 1923: John Lindgren auch Mannschaftsmeister
  - 1944: Lagmästare
  - 1945: Harald Eriksson auch Mannschaftsmeister
  - 1948: Martin Lundström auch Mannschaftsmeister
  - 1959: Assar Rönnlund
  - 1963: Assar Rönnlund (geteilt mit Ragnar Persson, Föllinge)
  - 1964: Assar Rönnlund
  - 1965: Assar Rönnlund auch Mannschaftsmeister
  - 1967: Assar Rönnlund
- 50 km
  - 1914: Arvid Dahlberg
  - 1915: Arvid Dahlberg
  - 1918: Henning Isaksson
  - 1919: Henning Isaksson
  - 1920: Henning Isaksson
  - 1925: Lagmästare
  - 1937: Arthur Häggblad
  - 1941: Lagmästare
  - 1946: Gunnar Karlsson
  - 1947: Harald Eriksson
  - 1952: Lagmästare
  - 1954: Gunnar Karlsson auch Mannschaftsmeister
  - 1962: Assar Rönnlund
  - 1963: Assar Rönnlund
  - 1965: Lagmästare
  - 1966: Assar Rönnlund auch Mannschaftsmeister
  - 1967: Assar Rönnlund auch Mannschaftsmeister
  - 1968: Lagmästare
  - 1969: Assar Rönnlund
  - 1976: Lagmästare
  - 2000: Per Elofsson
- Verfolgung
  - 2000: Jörgen Brink auch Mannschaftsmeister
  - 2001: Per Elofsson auch Mannschaftsmeister
  - 2002: Per Elofsson
- Staffel 3 × 10 km – 1935, 1944, 1945, 1946, 1947, 1948, 1962, 2001, 2002

#### Vasalauf
- 1924 – John Lindgren
- 1933 – Arthur Häggblad
- 1935 – Arthur Häggblad
- 1937 – Arthur Häggblad
- 1940 – Arthur Häggblad
- 1944 – Gösta Andersson
- 1967 – Assar Rönnlund

### Eishockey
Die Eishockeyabteilung des Vereins nahm in den 1960er und 1970er Jahren mehrfach am Spielbetrieb der Division 1, der damals noch höchsten Spielklasse des Landes, teil. Die Eishockeyabteilung fusionierte 1970 mit dem Sandåkerns SK. Ein Jahr später entstand aus der Fusion IF Björklöven.